# Mk 110
Das Mk 110, auch 57 mm Mk 110 Mod 0 Naval Gun System, ist ein modernes Schiffsgeschütz mit einem Kaliber von 57 × 438 mm. Es wird von BAE Systems Bofors produziert.

## Beschreibung
Das Geschütz Mk 110 Mod 0 basiert auf dem Bofors-57-mm-Mk-3-Marinegeschütz und unterscheidet sich von diesem nur geringfügig. Es kann auf Schiffen ab 150 Tonnen Wasserverdrängung eingesetzt werden und benötigt nur einen kleinen Deckdurchbruch sowie wenig Platz unter Deck. Zur Verringerung der Radarsignatur ist eine Anpassung von verschiedenen Wetterschutzverkleidungen möglich.
Das Geschütz kann gegen eine breite Palette von möglichen feindlichen Zielen eingesetzt werden, darunter auch schwer zu bekämpfende Ziele wie Seezielflugkörper. Jedes Geschoss besitzt einen programmierbaren Zünder, der über bis zu sechs mögliche Betriebsmodi verfügt: Aufschlag (gegen kleine, ungepanzerte Überwasserziele), zeitverzögert (gegen größere, gepanzerte Überwasserziele) und Annäherung (drei Modi; gegen Luftziele). Das System verfügt über eine Zweiweg-Munitionszuführung, so dass zwei Munitionstypen ohne Zeitverzug situationsabhängig eingesetzt werden können. Die Mündungsgeschwindigkeit der Munition wird mittels eines kleinen Doppler-Radars ermittelt, das sich direkt über dem Geschützrohr befindet.

## Munitionstypen
| Bezeichnung                   | HE High-Explosive Hochexplosiv | PFHE Prefragmented High-Explosive vorfragmentierte Splitter für bessere Splitterwirkung | HCER High-Capacity Extended-Range erhöhte Reichweite | Mark 295                             |
| ----------------------------- | ------------------------------ | --------------------------------------------------------------------------------------- | ---------------------------------------------------- | ------------------------------------ |
| Kaliber (mm)                  | 57                             | 57                                                                                      | 57                                                   | 57                                   |
| Gesamtlänge (cm)              | 67,53                          | 67,53                                                                                   | 67,53                                                | 67,53                                |
| Gesamtgewicht (kg)            | 6,1                            | 6,1                                                                                     | 6,5                                                  | 6,1                                  |
| Projektilgewicht (kg)         | 2,4                            | 2,4                                                                                     | 2,8                                                  | 2,4                                  |
| Projektillänge (cm)           | 30,9                           | 31,2                                                                                    | 30,9                                                 | k. A.                                |
| Treibmittel (kg)              | 1,19 (NC1066)                  | 1,19 (NC1066)                                                                           | 1,19 (NC1066)                                        | 1,19 (NC1066)                        |
| Sprengmittel (kg)             | 0,45                           | 0,38                                                                                    | 0,41                                                 | PBX, 8.000 Splitter                  |
| Zündmechanismus               | Aufschlag, zeitverzögert       | Aufschlag, zeitverzögert                                                                | Aufschlag, zeitverzögert                             | Aufschlag, zeitverzögert, Annäherung |
| Mündungsgeschwindigkeit (m/s) | 1024                           | 1024                                                                                    | 951                                                  | 1035                                 |
| Reichweite bei 45° (km)       | 13,8                           |                                                                                         | 17                                                   |                                      |

## Technische Daten
- Kaliber: 57 mm
- Lauflänge: 3,99 m
- Höhe über Deck: 2,67 m
- Breite: 3,5 m
- Gewicht:
  - ohne Munition: 7.500 kg

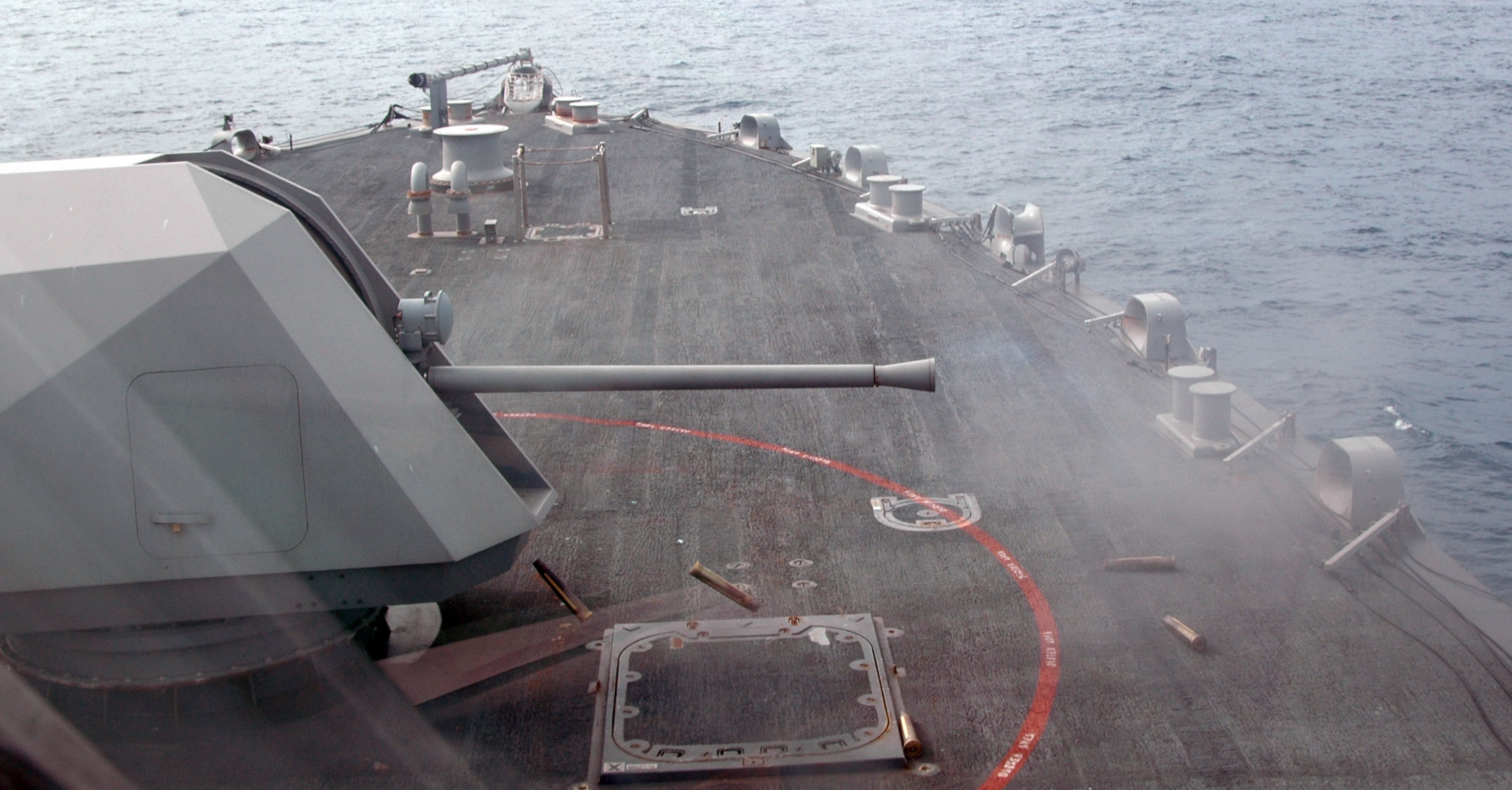
Ein Mk-110-Geschütz feuert an Bord der USS Freedom

  - mit 1000 Schuss Munition: 14.000 kg
- Feuerrate: 220 Schuss/min
- Reichweite
  - HE bei 45°: 13,8 km
  - HCER bei 45°: 17 km
  - PFHE max. Höhe: 7,6 km
- Streuung: ca. 0,4 mrad
- Elevation: −10° bis +77°
- Azimut: 360°
- Ausrichtungsgeschwindigkeit:
  - Horizontal: 57°/s
  - Vertikal: 44°/s
- Magazinkapazität:
  - sofort einsatzbereit: 120 Schuss
  - im Hauptmagazin: 1.000 Schuss

## Plattformen
Das Geschütz wird unter anderem auf folgenden Schiffsklassen genutzt:
- Brunei
  - Darussalam-Klasse
- Deutschland
  - Potsdam-Klasse (Küstenwache des Bundes)
- Kanada
  - Halifax-Klasse
- Finnland
  - Hamina-Klasse
- Mexiko
  - Sierra-Klasse
  - Durango-Klasse
- Schweden
  - Göteborg-Klasse
  - Stockholm-Klasse
  - Visby-Klasse
- Vereinigte Staaten
  - Freedom-Klasse (US-Navy)
  - Independence-Klasse (US-Navy)
  - Legend-Klasse (Küstenwache der Vereinigten Staaten)
  - Zumwalt-Klasse (US-Navy)
  - Constellation-Klasse (US-Navy)